# Gigantyczny magnetoopór

Rysunek 1: Rozszczepienie gęstość stanów elektronowych D na poziomie energii Fermiego występujące w niektórych metalach np. Fe, Co, Ni

Rysunek 2: Schemat rozpraszania elektronów w zależności od spinu a) dla konfiguracji równoległej b) dla konfiguracji antyrównoległej wraz z układami zastępczych oporów.

Gigantyczny magnetoopór (gigantyczna magnetorezystancja, GMR z ang. Giant MagnetoResistance) – zjawisko kwantowomechaniczne polegające na powstawaniu bardzo dużego (olbrzymiego) magnetooporu na cienkich warstwach wielokrotnych (F/NF/F)xN (N-liczba powtórzeń dwuwarstwy, F-ferromagnetyk, NF-diamagnetyk), odkryte w 1988 r. Wraz z odkryciem tego zjawiska rozpoczęła się era elektroniki spinowej (spintroniki).
Zjawisko to jest wykorzystywane w głowicach odczytu twardych dysków i magnetycznych pamięciach MRAM. Pierwszy raz zostało zastosowane w urządzeniu komercyjnym przez IBM w 1997 roku.
Za niezależne odkrycie efektu GMR Francuz Albert Fert i Niemiec Peter Grünberg otrzymali w 2007 roku Nagrodę Nobla w dziedzinie fizyki.

## Opis efektu

Rysunek 3: Magnetoopór trzech warstw wielokrotnych typu Fe/Cr zmierzony w temperaturze 4,2 K.

Efekt GMR jest związany z różnym prawdopodobieństwem rozproszenia elektronów ze spinem ↑ i tych ze spinem ↓, co związane jest z różną gęstością stanów elektronowych D na poziomie energii Fermiego, czyli poziomu, w pobliżu którego znajdują się stany kwantowe, do których mogą zgodnie z zakazem Pauliego zostać rozproszone elektrony.
Gęstość stanów ze spinem ↑ na poziomie Fermiego jest z reguły mniejsza, niż dla elektronów ze spinem antyrównoległym, tzn. D↑(EF)<D↓(EF), a stąd i opór jest mniejszy ρ↑<ρ↓. Pomijając rozpraszanie elektronów ze zmianą spinów, rozpraszanie elektronów ze spinem ↑ i ↓ można traktować niezależnie.
Dla równoległej konfiguracji kierunków namagnesowania w warstwach ferromagnetycznych (↑↑) prawdopodobieństwo rozpraszania dla elektronów ze spinem ↑ i ↓ są różne. Elektron ze spinem ↑ jest silnie rozpraszany zarówno na pierwszej, jak i drugiej warstwie, natomiast elektron ze spinem ↓ jest słabo rozpraszany na obu warstwach.
Modelowo układ ten można przedstawić jako zespół oporników połączonych równolegle, co przedstawiono na rysunku 2. Całkowity opór takiego układu jest zdeterminowany tylko przez opór elektronu ze spinem ↑, czyli jest mały. Dla konfiguracji antyrównoległej (↑↓) prawdopodobieństwo rozpraszania elektronów dla obu spinów jest równe. Elektron ze spinem ↓ jest słabo rozpraszany na pierwszej warstwie i silnie rozpraszany na drugiej, natomiast elektron ze spinem ↑ jest rozpraszany odwrotnie. Każdy kanał może być reprezentowany przez jeden mały i jeden duży opornik. W rezultacie całkowity opór dla konfiguracji antyrównoległej jest większy niż dla konfiguracji równoległej. Reasumując, jeśli zewnętrznym polem magnetycznym wywołana zostanie zmiana względnych kierunków namagnesowania, przechodząc od konfiguracji ↑↓ do konfiguracji ↑↑, to wystąpi efekt zmniejszenia oporu, czyli zjawisko GMR.
Warunkiem koniecznym na wystąpienie zjawiska GMR w układzie warstwowym typu F/NF/F jest zmiana pod wpływem pola magnetycznego kąta φ między kierunkami namagnesowania subwarstw ferromagnetycznych, co powoduje zmianę oporu układu według poniższego wzoru:
{\displaystyle R(\varphi )=R_{0}+\Delta R(1-cos(\varphi ))}
gdzie:
R0 – wartość oporu dla φ=0°
ΔR – zmiana oporu dla φ=180°.
Następnym warunkiem jest to, aby elektron oddziaływał z oboma warstwami ferromagnetycznymi, dlatego grubość subwarstw musi być mniejsza niż średnia droga swobodna elektronu (mfp).
Efekt GMR można zaobserwować nie tylko w wielowarstwach, ale także w zaworach spinowych i pseudozaworach spinowych.